# John Wastell
John Wastell († um 1515) war ein englischer Architekt in der Renaissance.
Wastell dürfte mehrere bedeutende Kirchen gebaut haben, die alle in dem für die Herrschaft König Heinrich VII. so typischen spätgotischen Stil gehalten waren. Dazu zählen die Abtei von Bury St Edmunds, King’s College Chapel in Cambridge (1512–1575) und der Engelturm und Bell Harry Tower der Canterbury Cathedral. Auch die Kathedrale von Peterborough (um 1500) wird ihm zugeschrieben.